# Andreas Grimstvedt
Andreas Grimstvedt (* 28. Februar 1992) ist ein norwegischer Biathlet und Skilangläufer.
Andreas Grimstvedt startete für Fossum If. Er nahm von 2010 bis 2012 an nationalen und internationalen Rennen im Skilanglauf teil, ohne dabei nennenswerte Resultate zu erreichen. Ab 2011 startete er auch im Scandinavian Cup und bei FIS-Rennen. Seinen größten Erfolg erreichte Grimstvedt im Biathlon. Hier gewann er bei den Norwegischen Meisterschaften 2012 in Trondheim gemeinsam mit Magnus L’Abée-Lund, Christian Sæten und Henrik L’Abée-Lund den Titel im Staffelrennen als Vertretung der Region Oslo og Akershus.